# Ante (color)
Ante (de «dante», y este del árabe hispánico lámṭ: ‘ante, mamífero parecido al ciervo; búbalo’, quizá de origen bereber) es un color cuya sugerencia originaria es la coloración del material llamado ante o gamuza, que es la piel curtida y adobada del alce, del búfalo o de otros animales. También se le llama ocre ante y pardo ante.
El ante se define como un color pardo moderadamente saturado, un pardo naranja de saturación débil o un pardo rojizo claro. El ante estándar, que aparece normalizado en catálogos cromáticos, es naranja amarillento, semioscuro y de saturación moderada. Todas estas variaciones constituyen una familia de colores denominados anteados.
| HTML       | #AB774A           | #AB6A38           |
| CMYK       | (0, 30, 60, 35)   | (0, 35, 70, 40)   |
| RGB        | (171, 119, 74)    | (171, 106, 56)    |
| HSV        | (28°, 57 %, 67 %) | (26°, 67 %, 67 %) |
| Referencia | [ 1 ]             | [ 1 ]             |

## Variantes culturales y lingüísticas
El color ante está comprendido en los acervos iconolingüísticos tradicionales de las culturas árabe, europea, asiática y norteamericana.
En idioma inglés, el color ante presenta variantes cromáticas bastante diferentes entre sí, lo que puede dar lugar a confusiones y dificultades de traducción. Los términos ingleses relacionados con el color ante son buckskin y buff, que designan colores del cuero gamuzado. Debajo se dan algunas muestras de estas coloraciones.
|             | Buckskin          | Buff              | Buff              |
| HTML        | #977F73           | #C9AE5D           | #F3E5AB           |
| RGB         | (151, 127, 115)   | (201, 174, 93)    | (243, 229, 171)   |
| HSV         | (20°, 24 %, 59 %) | (45°, 54 %, 79 %) | (48°, 30 %, 95 %) |
| Referencias | [ 6 ]             | [ 7 ]             | [ 7 ]             |

## Color gamuzado
Durante el proceso de curtido que se usa para obtener el ante, denominado «gamuzado», las pieles se someten a una oxidación con aceites de pescado, durante la cual sufren un amarilleo característico que se denomina también gamuzado.